# Machteld Mellink
Machteld Johanna Mellink (* 1917 in Amsterdam; † 24. Februar 2006 in Haverford) war eine niederländisch-US-amerikanische Vorderasiatische Archäologin.
Machteld Mellink studierte an der Universiteit van Amsterdam und während des Zweiten Weltkrieges als Doktorandin an der Universität Utrecht. Während der deutschen Besetzung war sie im niederländischen Widerstand aktiv. 1946 ging sie an das Bryn Mawr College in die Vereinigten Staaten, wo sie von 1949 bis zu ihrer Emeritierung 1988 lehrte, seit 1972 als Inhaberin des Leslie Clark Chair.
Ihr Interesse galt zunächst den Beziehungen zwischen den frühen Kulturen Vorderasiens und Griechenlands. Sie nahm 1947 bis 1949 an den von Hetty Goldman geleiteten Ausgrabungen in Tarsos, von 1950 bis 1965 an den Grabungen in Gordion teil. Seit 1963 widmete sie sich besonders der Ebene von Elmalı. Sie entdeckte hier die bedeutende frühbronzezeitliche Siedlung von Karataş-Semayük und leitete die Ausgrabungen der Hügel Kızıbel und Karaburun. Außerdem beschäftigte sie sich intensiv mit der Erforschung Trojas. Bedeutend waren auch ihre Studien zur altanatolischen Chronologie. 1980 bis 1984 war sie Präsidentin des Archaeological Institute of America, 1988 bis 1991 des American Research Institute in der Türkei.
Mellink wurde vielfach ausgezeichnet. Von der University of Pennsylvania und der Universität Eskişehir erhielt sie Ehrendoktorwürden. Das Archaeological Institute of America verlieh ihr 1991 die Goldmedaille und das Museum der Universität von Pennsylvania 1994 die Lucy Wharton Drexel Medal for Archaeological Achievement. Das Archaeological Institute of America ehrte sie zusätzlich mit einer Machteld Mellink Lecture in Near Eastern Archaeology. Schon 1975 verlieh ihr das Bryn Mawr College den Lindback Foundation Award for Distinguished Teaching. Sie war seit 1972 Mitglied der American Academy of Arts and Sciences und korrespondierendes Mitglied des Deutschen Archäologischen Instituts, des Österreichischen Archäologischen Instituts, der Türkischen Historischen Gesellschaft und der Königlich-Niederländischen Akademie der Wissenschaften. 1974 wurde sie in die American Philosophical Society aufgenommen.

## Publikationen
- Publications de l’Institut Historique et Archéologique Néerlandais de Stamboul (Hgg. der Reihe mit A. A. Kampman), Istanbul.
- Mitarbeit an den Bänden 13 und 14 der Propyläen Kunstgeschichte, Propyläen-Verlag, Frankfurt am Main 1974 und 1985.
- Troy and the Trojan War, 1986.